# مایولیس مارتینس
مایولیس مارتینس (اسپانیایی: Mayvelis Martínez‎؛ زادهٔ ۱۲ ژوئن ۱۹۷۷) بازیکن والیبال زن اهل کوبا بود.